# Gazetier cuirassé

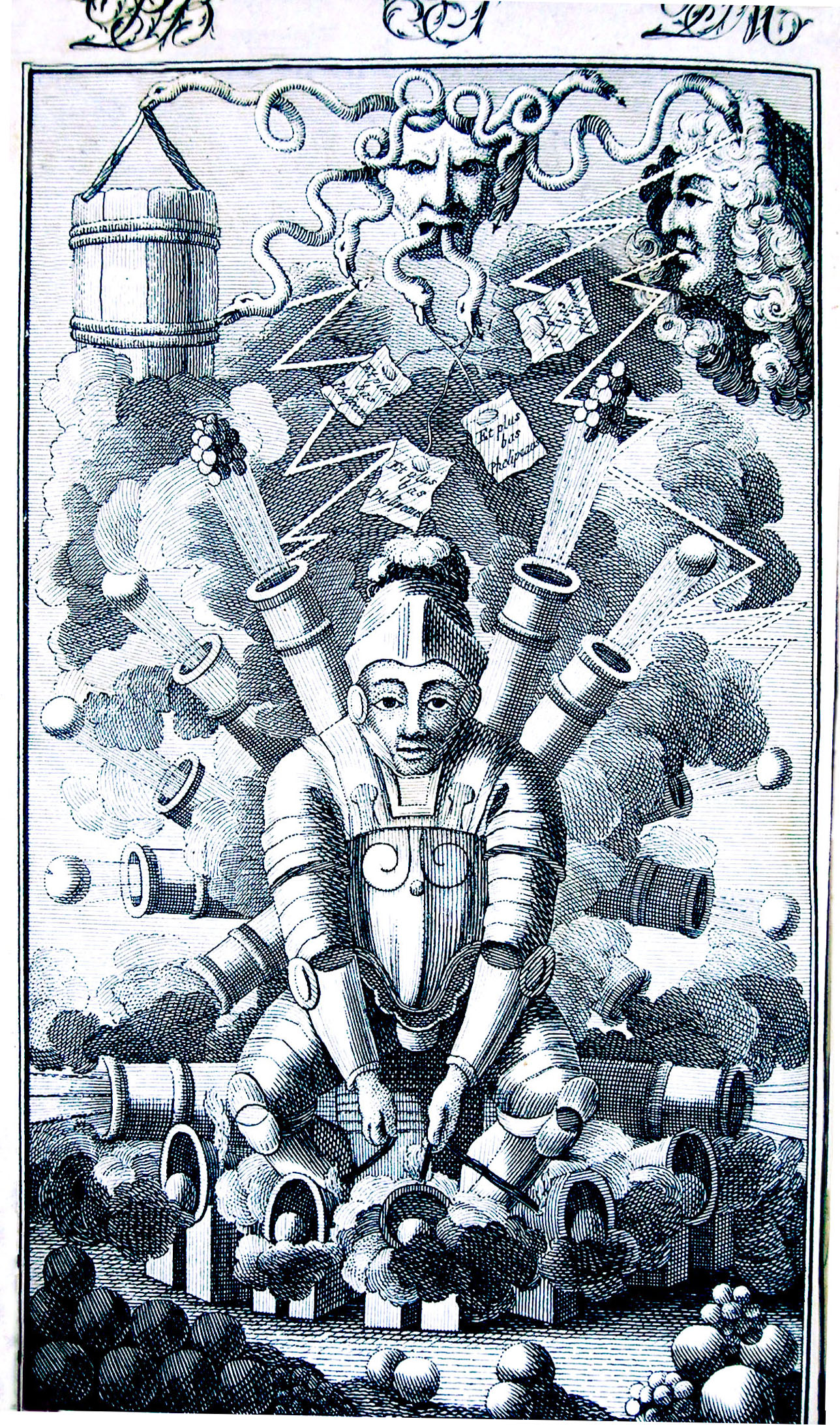
Frontispice du Gazetier cuirassé.

Le Gazetier Cuirassé ou Anecdotes scandaleuses de la Cour de France est un libelle publié anonymement par Charles Théveneau de Morande en 1771. L'ouvrage est publié avec deux suites, dont le Philosophe cynique et Mélanges confus sur des matières fort claires. Il porte la mention Publié à cent lieues de la Bastille - pour Londres - et contient une épigraphe de Boileau :  
Nous autres satiriques,

Propres à relever les sottises du temps ;

Nous sommes un peu né pour être mécontents.
Il est publié à l'époque par des imprimeurs anglais, néerlandais et suisses, notamment ceux de la Société typographique de Neuchâtel (STN) étudiés par Robert Darnton.

## Contenu
Ce pamphlet est l’un des grands succès de la littérature clandestine de la fin du XVIIIe siècle. Dénonciation du « despotisme ministériel », il fourmille d’anecdotes sur les prétendues débauches mondaines et les scandales nobiliaires. Il offre ainsi l’image d’un royaume décadent en crise, dont la débauche reflète l'impuissance à gouverner. Le sang de la haute noblesse impuissante ou dévoyée, du monarque et de sa famille, serait corrompu par l'inceste et l'adultère. L'incapacité à se reproduire serait la conséquence de l'incapacité politique, et les travers sexuels la conséquence du    « despotisme ».
Catalogue de personnes insultées, jusqu’au roi et à madame du Barry, ses cibles privilégiées restent le chancelier Maupeou et le duc de la Vrillière dont des caricatures ornent le frontispice. Feuille de chantage et catalogue des vices du temps, le libelle - dénoncé par Voltaire -  fait date par sa violence.